# José Abelardo Quiñones Gonzáles
José Abelardo Quiñones Gonzales (Pimentel, 22 aprile 1914 – Quebrada Seca, 23 luglio 1941) è stato un aviatore e militare peruviano.
Pilota dell'aeronautica militare peruviana, nel corso della battaglia di Zarumilla della guerra ecuadoriano-peruviana del 1941 si lanciò deliberatamente contro una batteria d'artiglieria ecuadoriana dopo che il suo North American P-64 era stato colpito dall'antiaerea; per il suo gesto, il Perù lo dichiarò eroe nazionale con la Legge n° 16126 del 10 maggio 1966, inoltre appare nella banconota da 10 nuevo sol in circolazione dal 1991.